# 匙指华溪蟹
匙指华溪蟹（学名：Sinopotamon cochlearidigitum）为溪蟹科华溪蟹属的动物。在中国大陆，分布于湖北等地，常见于海拔400 米的溪流石下以及溪宽约1-2 米。